# Euclase
L'euclase est un minéral de silicate d'hydroxyde d'aluminium et de béryllium (BeAlSiO4(OH)). Il cristallise dans le système monoclinique et est généralement massif à fibreux ainsi que dans des cristaux prismatiques minces. Il est apparenté au béryl (Be3Al2Si6O18) et à d'autres minéraux de béryllium. C'est un produit de la décomposition du béryl dans les pegmatites. Son symbole IMA est Ecs.

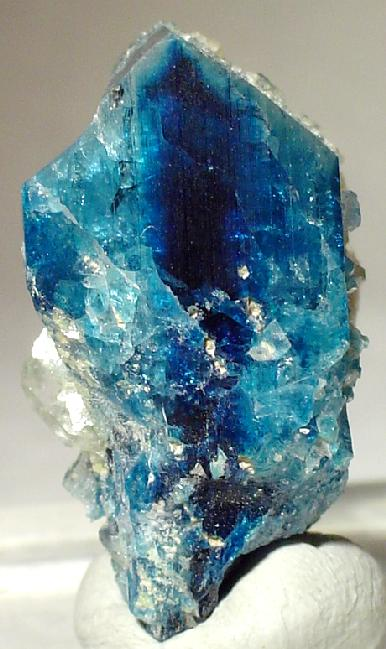
Euclase,. Mine Lost Hope, Mwami, Mashonaland occidental, au Zimbabwe

## Propriétés
Les cristaux d'euclase sont connus pour leur couleur allant du bleu très pâle au bleu foncé. Le minéral peut également être incolore, blanc ou vert clair. Le clivage est parfait, parallèle au clinopinacoïde, ce qui a inspiré à René Just Haüy le nom d'euclase, du grec, facilement, et, fracture. Le clivage rend les cristaux fragiles avec une tendance à s'écailler, ce qui réduit son intérêt en joaillerie et en ornementation, mais il demeure un minéral de collection. En coupe, il ressemble à certaines espèces de béryl et de topaze, dont il se distingue par son poids spécifique de 3,1. Sa dureté de 7,5 sur l'échelle de Mohs équivaut à celle du béryl (7,5 - 8), et reste légèrement inférieure à celle de la topaze (8).

## Gisements
L'euclase a été signalé pour la première fois en 1792 dans le district d'Orenbourg dans le sud de l'Oural, en Russie, où on l'a trouvé avec la topaze et le chrysobéryl dans les graviers aurifères de la Sanarka (probablement, la rivière Sakmara, dans le district de Mednogorsk, oblast d'Orenbourg). Sa localité type validée est Ouro Preto dans l'état de Minas Gerais, au Brésil, où elle se forme avec la topaze. On le trouve en petite quantité dans le micaschiste du Rauris dans les Alpes autrichiennes. Il existe toutefois de nombreux gisements d'euclase dans le monde.